# トレバー・ブラックウェル
トレバー・ブラックウェル（英語: Trevor Blackwell、1969年11月4日 - ）は、カナダ系アメリカ人のコンピュータプログラマー、エンジニア、起業家であり、ロボット工学者である。
ブラックウェルは、ヒューマノイドの開発者である。Anybotsの創設者兼元CEOであり、Y Combinatorのパートナーでもある。

## 生涯と経歴
ブラックウェルは、カナダのサスカトゥーン、サスカチュワン州で育った。カールトン大学で工学を学び、1992年に工学士を取得した。その後、ハーバード大学で計算機科学を学び、1998年に博士号を取得した。彼の論文は、ネットワークとコンパイラのパフォーマンス分析にランダム化手法を適用したものであった。
大学院在学中、ブラックウェルはViawebに参加し、画像レンダリング、注文処理、統計ソフトウェアを開発した。同社は1998年にYahoo!に買収され、ブラックウェルはYahoo Store開発グループを率いるためにシリコンバレーに移った。
2001年には、遠隔操作型人型ロボットを開発するためにAnybotsを設立した。2006年、Anybotsは、大きな足による安定性に依存せず、人間のように歩行しバランスをとる人型ロボットを発表した。
サイドプロジェクトとして、彼は他に2つのバランス車両を製作した。一つはセグウェイに似た二輪のバランススクーター（操縦方法は異なる）と、もう一つは自己バランス型の「Eunicycle」と呼ばれる車両である。
2005年にはY Combinatorを共同設立した。